# Tonco
Tonco (Tonch in piemontese) è un comune italiano di 759 abitanti della provincia di Asti in Piemonte, all'interno dell'area geografica del Basso Monferrato. Fa parte della Comunità collinare Monferrato Valleversa, di cui ospita la sede. È a prevalente vocazione agricola.

## Storia

### Simboli
Lo stemma e il gonfalone del comune di Tonco sono stati concessi con decreto del presidente della Repubblica del 21 ottobre 2004.
Stemma
Nell'emblema civico sono ricordate le personalità e le casate nobili che governarono Tonco dal Medio Evo al Rinascimento: il leone nella prima partizione riproduce quasi sicuramente il blasone di Gerardo di Tonco, primo maestro degli Ospitalieri di San Giovanni di Gerusalemme; l'altra metà dello scudo riprende le tre fasce di rosso e la quercia da sughero simboli della famiglia Natta.
Gonfalone

## Società

### Evoluzione demografica
Negli ultimi cento anni, a partire dal 1921, la popolazione residente è dimezzata.
Abitanti censiti

## Cultura

### Eventi
- Antica Giostra del Pitu, manifestazione folcloristica che si svolge ogni anno una delle domeniche di aprile
- Agrifiera Polli e buoi dei paesi tuoi, manifestazione fieristica che si svolge ogni anno la terza domenica di settembre

## Infrastrutture e trasporti
La fermata di Tonco-Alfiano è posta lungo la ferrovia Castagnole-Asti-Mortara, il cui traffico è sospeso dal 2012.

## Economia
- Casorzo (azienda)

## Amministrazione
Di seguito è presentata una tabella relativa alle amministrazioni che si sono succedute in questo comune.
| Periodo        | Periodo          | Primo cittadino    | Partito                         | Carica              | Note   |
| -------------- | ---------------- | ------------------ | ------------------------------- | ------------------- | ------ |
| 11 giugno 1985 | 1º giugno 1990   | Gian Carlo Giovara | -                               | Sindaco             | [ 9 ]  |
| 1º giugno 1990 | 24 aprile 1995   | Gian Carlo Giovara | Democrazia Cristiana            | Sindaco             | [ 9 ]  |
| 24 aprile 1995 | 14 giugno 1999   | Gian Carlo Giovara | centro-sinistra                 | Sindaco             | [ 9 ]  |
| 14 giugno 1999 | 23 febbraio 2001 | Serafino Stobbione | lista civica                    | Sindaco             | [ 9 ]  |
| 16 marzo 2001  | 28 maggio 2002   | Piero Remotti      |                                 | Comm. straordinario | [ 9 ]  |
| 28 maggio 2002 | 29 maggio 2007   | Giancarlo Casorzo  | lista civica                    | Sindaco             | [ 9 ]  |
| 29 maggio 2007 | 7 maggio 2012    | Giancarlo Casorzo  | lista civica                    | Sindaco             | [ 9 ]  |
| 7 maggio 2012  | 11 giugno 2017   | Simonetta Amerio   | lista civica                    | Sindaco             | [ 9 ]  |
| 11 giugno 2017 | 12 giugno 2022   | Cesare Fratini     | lista civica                    | Sindaco             | [ 9 ]  |
| 12 giugno 2022 | in carica        | Cesare Fratini     | lista civica In campo per Tonco | Sindaco             | [ 10 ] |